# Konrad Henlein

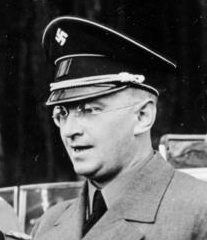
Konrad Henlein (1938)

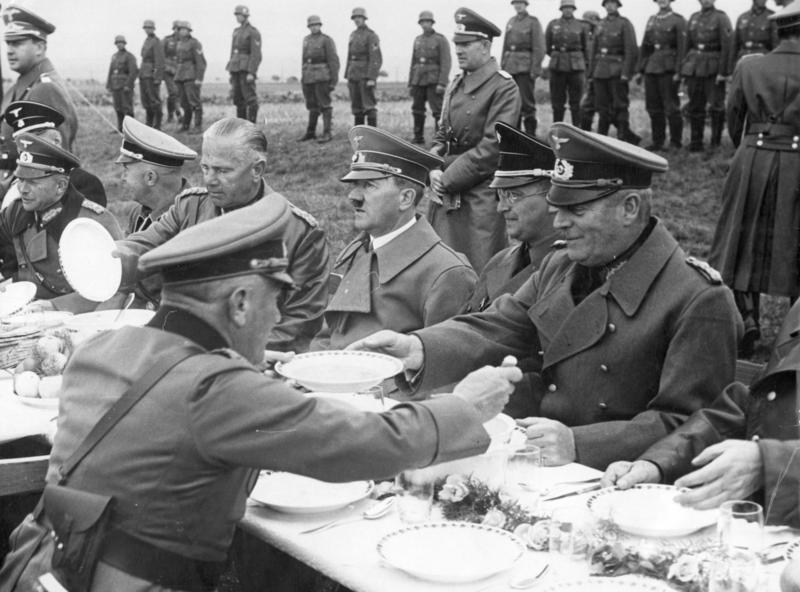
Nach dem „Anschluss“ des Sudetenlandes, zwischen Franzensbad und Eger am 3. Oktober 1938. Von rechts: Wilhelm Keitel, Konrad Henlein, Adolf Hitler, Walter von Reichenau, SS-Chef Heinrich Himmler und Heinz Guderian, im Vordergrund Günther von Kluge

Konrad Ernst Eduard Henlein (* 6. Mai 1898 in Maffersdorf, Königreich Böhmen; † 10. Mai 1945 in Pilsen, Tschechoslowakei) war ein sudetendeutscher nationalsozialistischer Politiker und SS-Obergruppenführer. Nachdem er 1925 in Asch hauptamtlicher Turnlehrer des größten Vereins im Deutschen Turnverband in der Tschechoslowakei geworden war, gestaltete er den Verband zu einer politischen Bewegung um. Er übernahm 1931 die Führung des Gesamtverbandes und gründete 1933 unter Beteiligung verschiedener Rechtsparteien die Sudetendeutsche Heimatfront, die spätere Sudetendeutsche Partei (SdP), als Sammlungsbewegung der Deutschen Turner und Nachfolgepartei der nationalsozialistischen DNSAP. Während die SdP unter seiner Führung große Wahlerfolge feierte, knüpfte Henlein enge Kontakte zur NSDAP und forcierte 1938 in Absprache mit Adolf Hitler die Sudetenkrise. Mit der Einverleibung des Sudetenlandes in das Deutsche Reich amtierte Henlein ab Oktober 1938 als Gauleiter und Reichsstatthalter im neuen Sudetengau. Ungeachtet einer Beförderung zum SS-Obergruppenführer 1943 trat er politisch bis 1945 nicht mehr hervor.

## Leben

### Herkunft und Jugend
Konrad Henlein wurde als Sohn katholischer Eltern, des Buchhalters Konrad Henlein sen. und dessen Frau Hedwig, geboren, die ihrerseits die Tochter eines Tschechen und einer Deutsch-Böhmin war. Als Henlein am 26. Januar 1939 seinen Aufnahme-Antrag in die Nationalsozialistische Deutsche Arbeiterpartei stellte, gab er jedoch eine „deutsche Volkszugehörigkeit“ der Mutter an, deren Geburtsname „Dworatschek“ laute. Doch erst am 18. April 1941 wurde nachträglich die tschechische Form des Geburtsnamens der Mutter, Hedwig Anna Augusta Dvořáček, auch offiziell zu „Dworatschek“ abgeändert.
Henlein besuchte die Handelsakademie in Gablonz und ließ sich zum Bankangestellten ausbilden. Er gehörte einer farbentragenden Schülerverbindung an.
Im Frühjahr 1916 trat er in die österreichisch-ungarische Armee ein und nahm am Ersten Weltkrieg teil. Dabei kämpfte er im Gebirgskrieg an der italienischen Front, wo er am 18. November 1917 in Kriegsgefangenschaft geriet. Seine Gefangenschaft verbrachte er in einem Lager auf der Insel Asinara vor Sardinien und beschäftigte sich dort intensiv mit den Ideen der Deutschen Turnbewegung. Nach seiner Rückkehr im Jahre 1919 arbeitete er als Bankbeamter in Gablonz und war zunächst ehrenamtlich in der deutschnationalen Turnbewegung tätig. 1925 übernahm er schließlich eine Turnlehrerstelle in Asch. Dort heiratete er 1926 die Turnerin und Konditorentochter Emma Geyer, mit der er später fünf Kinder hatte. Nachdem Konrad Henlein 1931 Führer des Sudetendeutschen Turnerbundes geworden war, versuchte er, die Turnbewegung als politische Kraft auszubauen.

### Gang in die Politik
Am 1. Oktober 1933 gründete Henlein in Eger die „Sudetendeutsche Heimatfront“ (SHF). DNSAP und Deutsche Nationalpartei hatten sich kurz zuvor aufgelöst, um einem Verbot durch die tschechoslowakische Regierung zuvorzukommen. Es beteiligten sich viele ehemalige Funktionäre und Politiker dieser Parteien an der Gründung der neuen Bewegung. Die SHF fand unter den Deutschen in Böhmen rasch eine breite Basis, obgleich bis Mitte der 1930er Jahre die sozialdemokratische und die kommunistische Partei mehr Anhänger hatten.
Henlein äußerte sich in seinen Reden zunächst im Sinne einer aktivistischen Politik; er betonte seine Loyalität zum tschechoslowakischen Staat, innerhalb dessen er die Mitbestimmungs- und Selbstverwaltungsrechte der deutschen Minderheit stärken wolle. Unter Historikern ist bis heute umstritten, inwieweit es sich hierbei um Überzeugung oder – wie von Henlein später behauptet – um taktisches Verhalten handelte.
Zum 19. April 1935 erfolgte die Umbenennung des SHF in Sudetendeutsche Partei (SdP). Diese wurde in den Folgejahren mit massiver Unterstützung der NSDAP systematisch ausgebaut. Bei den Wahlen 1935 gewann die SdP 44 der 66 deutschen Sitze im Prager Parlament. Vom 21. November 1936 bis zum 31. Januar 1939 war Henlein Vorsitzender des Verbandes der deutschen Volksgruppen in Europa. Im November 1937 unterwarf sich Henlein in einem Schreiben an Hitler dessen expansiver Politik – möglicherweise nachdem Agenten aus Berlin eine Revolte in der SdP gegen ihn angezettelt hatten. Ziel war ab diesem Zeitpunkt unverhohlen der Anschluss der Sudetengebiete an das nationalsozialistische Deutsche Reich.
Während der Sudetenkrise des Jahres 1938 fuhr Henlein zweigleisig und lotete auch weiterhin im Geheimen die Möglichkeit eines Verbleibes des Sudetenlandes in der Tschechoslowakei aus. Dazu suchte er Kontakt zu britischen Politikern, betätigte sich als Informant und pflegte Kontakte mit Wilhelm Canaris.
Zwischen dem 12. und 13. September 1938 startete Henlein den „Ersten Septemberaufstand“, den Versuch eines Staatsstreiches in den Grenzbezirken. Diese Rebellion wurde aber durch die tschechoslowakische Armee und Polizei rasch erstickt. Die SdP, die noch am 11. September in Gesprächen mit der Regierung stand, wurde verboten. Die gesamte SdP-Führung flüchtete nach Deutschland, wo Henlein die Bildung des „Sudetendeutschen Freikorps“ veranlasste, dessen Kommandeur er wurde. Dieses „Sudetendeutsche Freikorps“ wurde organisatorisch den SS-Totenkopfverbänden unter Theodor Eicke zugeordnet und Ende 1938 von diesen eingegliedert.
Am 21. September 1938 kam es zum „Zweiten Septemberaufstand“, der im Bezirk Asch (dem westlichsten Grenzbezirk der Republik) begann. Weil die tschechoslowakische Regierung eine Provokation Hitlers mit dem Ziel, die tschechoslowakische Seite zu Kriegshandlungen hinzureißen, fürchtete, verhielten sich Polizei und Militär passiv. Bis zum 23. September gelang es der SdP-Guerilla, den gesamten Bezirk Asch zu beherrschen. Am 30. September wurde das Münchner Abkommen geschlossen, vor dem die tschechoslowakische Regierung kapitulierte. Am nächsten Tag okkupierte die deutsche Wehrmacht etwa ein Drittel des tschechischen Landesteils. Danach war Henlein ab Anfang Oktober 1938 zunächst Reichskommissar für die sudetendeutschen Gebiete und wurde am 30. Oktober 1938 Gauleiter des Sudetengaus. Er durfte ab 9. Oktober 1938 die Uniform eines SS-Gruppenführers tragen, war somit SS-Ehrenführer und politisch dem „Stab RFSS“ unterstellt. Er stellte im Januar 1939 seinen NSDAP-Aufnahmeantrag und erhielt die Mitgliedsnummer 6.600.001. Wenig später trat er auch der SS (SS-Nummer 310.307) aktiv bei und wurde am 21. Juni 1943 zum SS-Obergruppenführer befördert.
Nach der Ergänzungswahl am 4. Dezember 1938 kam Henlein als Abgeordneter für das Sudetenland in den nationalsozialistischen Reichstag, dem er bis zu seinem Tod angehörte.

### Nationalsozialismus

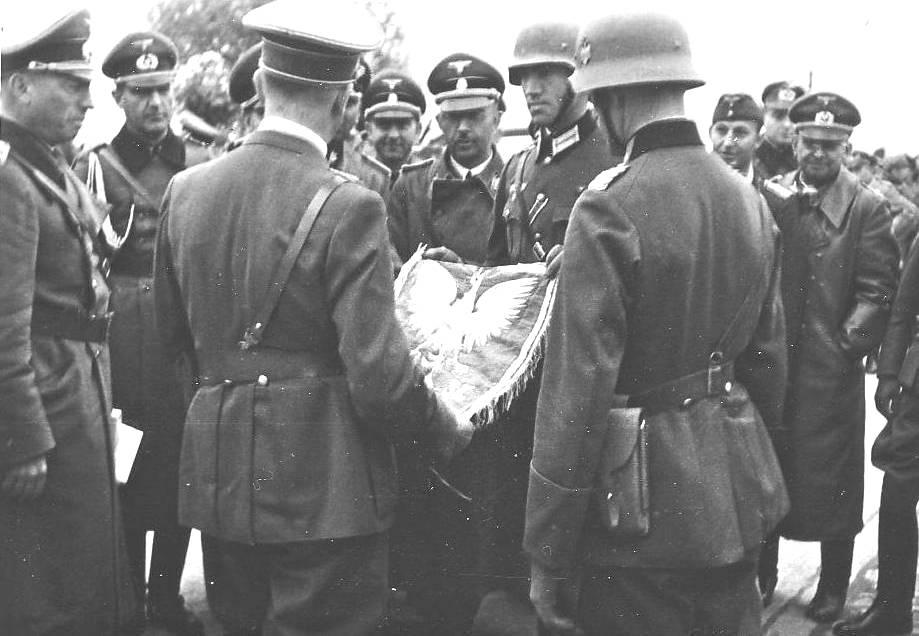
Henlein (ganz rechts) im September 1939 in Polen, während Hitler und Himmler eine erbeutete Regimentsfahne der polnischen Armee begutachten

Nach der Besetzung des tschechischen Rumpfstaates durch deutsche Truppen war er ab dem 16. März 1939 kurz Chef der Zivilverwaltung von Böhmen und Mähren. Anfang Mai 1939 wurde er nach der Neugliederung des Reichsgaus Sudetenland zum Reichsstatthalter berufen und blieb in dieser Funktion, ebenso als Gauleiter, bis zum Kriegsende. Am 31. Januar 1939 wurde er gemeinsam mit Walter Lierau zum Ehrenbürger der Stadt Reichenberg ernannt. Im gleichen Monat wurde er Ehrenbürger von Asch. Von Mitte November 1942 bis Mai 1945 war er zudem Reichsverteidigungskommissar.
Während des Zweiten Weltkrieges trat Henlein kaum noch politisch in Erscheinung, offenbar war er weitgehend entmachtet. Heydrich, Leiter des Reichssicherheitshauptamtes, soll ihn für unzuverlässig befunden haben. Eine Ablösung scheiterte am engen Verhältnis Henleins zu Hitler.
Henlein starb am 10. Mai 1945 in US-amerikanischer Gefangenschaft durch Suizid.